# Білецький Дмитро Юрійович
Дмитро́ Юр́ійович Біле́цький (Бєлєцький) (10 листопада 1987 — 1 серпня 2014) — молодший сержант (посмертно) Збройних Сил України, учасник російсько-української війни.

## З життєпису
Народився 1987 року в Інгульці (Кривий Ріг). З дитинства захоплювався військовою справою. Проходив строкову службу в Президентському полку.
У часі війни — заступник командира бойової машини підрозділу 25-та окрема повітряно-десантна бригада.
Помер 1 серпня 2014 року у полоні від поранень, яких зазнав 31 липня в бою за м. Шахтарськ.
14 серпня 2014 року в м. Кривому Розі відбувся похорон його та Сергія Бонцевича, у місті оголосили День жалоби.
Похований у селі Широка Дача (Широківський район, Дніпропетровська область).
Без сина лишилась мама Вікторія Володимирівна Янкович.

## Нагороди
14 листопада 2014 року за особисту мужність і героїзм, виявлені у захисті державного суверенітету та територіальної цілісності України, вірність військовій присязі під час російсько-української війни, відзначений — нагороджений орденом «За мужність» III ступеня (посмертно).

## Вшанування пам'яті
- Рішенням Криворізької міської ради від 17 грудня 2014 року погоджено встановлення меморіальної дошки у м. Кривому Розі на вшанування пам'яті Білецького.